# Centro Nacional de Investigación, Documentación e Información Musical «Carlos Chávez»
El Centro Nacional de Investigación, Documentación e Información Musical «Carlos Chávez» (CENIDIM) es uno de los cuatro centros de investigación del Instituto Nacional de Bellas Artes y Literatura (INBAL). Realiza actividades de investigación académica sobre la música de México.
El CENIDIM tiene como actividades la investigación, la documentación, la producción académica y la difusión en torno al patrimonio musical de su país y de América Latina.

## Historia
En 1973 la etnomusicóloga Carmen Sordo Sodi, por entonces jefa de la Sección de Investigaciones Musicales del INBA —hoy INBAL— presentó una ponencia en el Primer Congreso Nacional Extraordinario de Música realizado el Conservatorio Nacional de Música. En dicha ponencia Sordo resaltó la carencia de un centro dedicado a la investigación de la música de México. La iniciativa de Sordo fue retomada por el INBA el 1 de julio de 1974, designándola como la directora del centro.
La primera sede del CENIDIM fue una casa en el número 16 de la calle Liverpool en la colonia Juárez. A raíz del fallecimiento del compositor Carlos Chávez en 1978, al centro se le añadió el nombre del compositor como homenaje. En 1995 mudó su sede a la Torre de investigación del Centro Nacional de las Artes, en donde permanece.

## Acervos
Entre los acervos con los que cuenta el CENIDIM se encuentran:

### Archivos
- Archivo Esperanza Pulido

- Archivo Agustín Baranda
- Archivo personal de Ernestina Garfias

### Fondos
- Fondo Angélica Morales
- Fondo Félix María Alcérreca
- Fondo Henrietta Yurchenco

### Colecciones
- Colección de partituras
- Colección de discos y cintas de Carlos Chávez
- Colección Luis Sandi
- Colección de discos de acetato LP
- Colección de jazz en México
- Colección de recortes periodísticos
- Colección de programas de mano
- Colección Martínez del Villar y Massón

## Publicaciones
Como productor de investigación y materiales de referencia, el CENIDIM publica materiales de distinta índole como parte de su labor, entre los que se encuentran libros, catálogos, revistas, partituras y grabaciones, tanto de la producción musical de México como de América Latina.
Entre las revistas académicas y/o arbitradas que ha publicado se encuentran:
- Heterofonía. Revista de investigación musical
- Tono
- Pauta. Cuadernos de teoría y crítica musical
- Bibliomúsica

## Dirección
La dirección del CENIDIM ha estado a cargo de:
- Carmen Sordo Sodi (1974 a 1978)
- Manuel Enríquez (1978 a 1985)
- Leonora Saavedra (1985 a 1988)
- Luis Jaime Cortez (1988 a 1994)
- José Antonio Robles Cahero (1994 a 2002 e interino 2011 a 2014)
- Lorena Díaz (2002 a 2006)
- Eugenio Delgado (2006 a 2011)
- Yael Bitrán Gorén (2014 a 2018)
- Jose Luis Navarro Solís (2019)
- Víctor Barrera García (a partir de 2019)